# Musikfest Erzgebirge
Das Musikfest Erzgebirge ist eine Musik-Veranstaltung im sächsischen Erzgebirge, die seit 2010 alle zwei Jahre mit gesellschaftlicher Trägerschaft ausgerichtet wird. Im Rahmen des Musikfestes werden Konzerte und musikalische Wettstreite veranstaltet. Der Veranstalter, die „Musikfest Erzgebirge gemeinnützige UG“, fühlt sich der klassischen Musik mit dem Schwerpunkt Alte Musik verpflichtet. Die Musik wird auf dem Festival, jedoch häufig neu interpretiert, mit überraschenden Bearbeitungen aufgeführt oder in außergewöhnlichem Zusammenspiel zum Klingen gebracht. Die Konzerte finden neben Kirchen wie dem Freiberger Dom und Konzerthallen auch an ungewöhnlichen Orten statt – z. B. in stillgelegte Bergwerksanlagen und alten Industrie- und Sozialbauten. 2016 wurden u. a. das ehemalige städtische Bad in Annaberg-Buchholz und das frühere Treibehaus der Saigerhütte Grünthal in Olbernhau genutzt.
Initiator und Intendant des im Jahr 2008 gegründeten Musikfestes ist der deutsche Dirigent und Hochschullehrer Hans-Christoph Rademann. Vorsitzender des Kuratoriums ist der Landrat des Erzgebirgskreises, Frank Vogel. Der Präsident des sächsischen Landtags, Dr. Matthias Rößler ist der Schirmherr.
Im Jahr 2010 ging das Musikfest Erzgebirge vom 3. – 12 September mit 10 Konzerten an 10 Orten in die erste Runde. Es waren das Collegium Vocale Gent, der Thomanerchor Leipzig, der Dresdner Kammerchor, Hans Christoph Rademann, das Flanders Recorder Quartet, das Ensemble Chelycus, das Jugendbarockorchester, Jeremy Joseph, David Orlowsky & Singer Pur, Simon Halsey & Kantoreien sowie der RIAS Kammerchor im Konzert zu erleben.
Im Jahr 2012, vom 14. bis 23. September waren u. a. The Sixteen, Annette Dasch mit dem Dresdner Barockorchester und Hans Christoph Rademann, die Regensburger Domspatzen, NeoBarock, King´s Singers, der Dresdner Kammerchor, Dorothee Mields, Albrecht Koch, Evgeni Koroliov, Simon Halsey und Le concert spirituel im Konzert zu hören und zu sehen.
Im Jahr 2014, vom 12. bis 21. fand das Musikfest Erzgebirge zum 3. Mal statt. Es waren u. a. folgende Künstler und Ensembles zu hören und zu sehen: Barockorchester Wrocław unter der Leitung von Vaclav Luks, die Erzgebirgsphilharmonie mit Helmuth Rilling, das Bach Collegium Japan, Masaaki Suzuki, das Ensemble 1700, Choir of King’s College Cambridge, Daniel Heyde und Tobias Berndt.
Im Jahr 2016, vom 9. – 18. September, waren die Gaerchinger Cantorey mit Hans Christoph Rademann, Planotopia, das Ensemble X.Y, das Kosmos Ensemble, Heinz Rudolf Kunze, Intrada mit der Dirigentin Ekaterina Antonenko, Voces8, La Folia Barockorchester, die Wiener Sängerknaben und das Bach Consort Wien, Ensemble Diderot, Barokksolistene und das Barockorchester Wrocław im Konzert zu erleben.
Im Jahr 2018, vom 6. – 16. September, Mahan Esfahani, die Erzgebirgsphilharmonie und die Kantoreien des Erzgebirges unter Leitung von Howard Arman, Ensemble Stimmwerk und der Lettische Rundfunkchor, Dresdner Kammerchor mit Hans Christoph Rademann, der Knabenchor Hannover, Plamena nikitassova und Thomas Leininger, Franz Viththum, Julian Behr, Mayumi Hirasaki, Christine Schornsheim und Michael Freimuth,
Ein Novum waren 2018 zudem noch die Barocken Circusträume, welche im Rahmen des Musikfestes auf dem Marktplatz von Annaberg-Buchholz stattfanden. Das Barockorchester La Folia spielte live mit 8 Artisten im Stile des Zirkuses von 1768. Dieses Jahr gilt als die Geburtsstunde des modernen Zirkus. Der Mitteldeutsche Rundfunk zeichnete eine Veranstaltung auf und sendete am 9. September 2018.
Einzelne Veranstaltungen des Musikfestes werden in Kooperation mit dem Deutschlandradio Kultur sowie dem Deutschlandfunk ausgeführt aufgezeichnet und übertragen.
Im Jahr 2020 fand das Musikfest Erzgebirge (mit durch die Corona-Pandemie erforderlichen Einschränkungen) vom 4. bis 13. September 2020 live statt, das Abschlusskonzert wurde im Internet-livestream übertragen.
Das nächste Musikfest ist für den Zeitraum 9. bis 18. September 2022 geplant.